# John Giannandrea

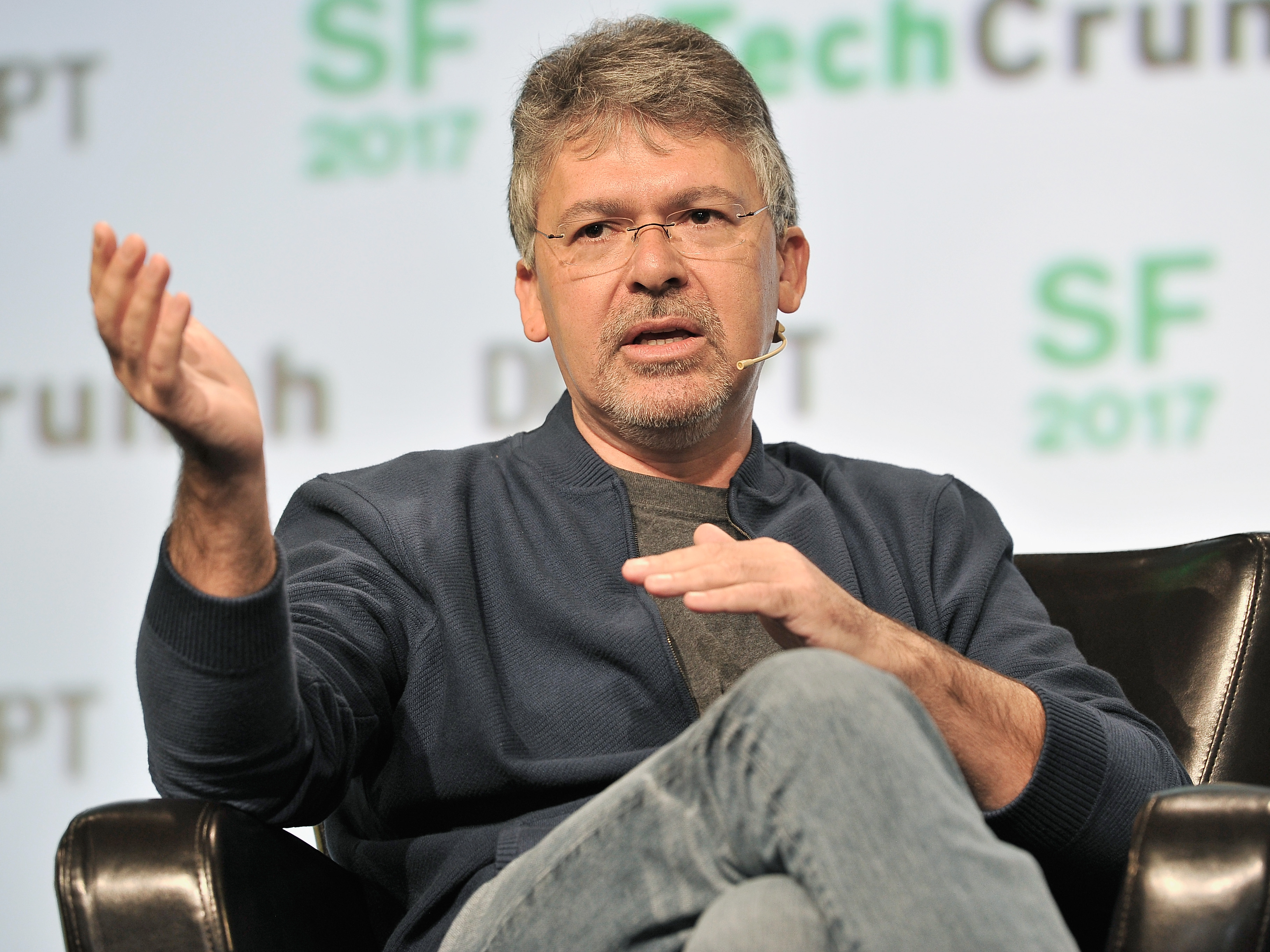
John Giannandrea

John Giannandrea (* 1965 in Bridge of Allan) ist ein britischer Informatiker, der seit 2018 bei Apple als Senior Vice President Machine Learning and AI Strategy zur ersten Führungsriege gehört.

## Wirken
Giannandrea studierte Informatik an der University of Strathclyde in Glasgow, das Studium schloss er mit einem B.Sc. ab.
Giannandrea war Technischer Direktor (CTO) der von ihm mitbegründeten Spracherkennungsfirma Tellme Networks, der Webbrowser-Abteilung bei Netscape sowie Senior Engineer bei General Magic.
Giannandrea wurde als Gründer von Metaweb und deren Datenbank Freebase bekannt. Nachdem Google 2010 Metaweb erworben hatte, leitete er bei Google die Abteilungen für Suche und Künstliche Intelligenz. Anfang 2018 wechselte als Senior Executive zu Apple Inc. Im Dezember 2018 wurde Giannandrea zum Senior Vizepräsident für die Bereiche Maschinelles Lernen und Strategie für Künstliche Intelligenz ernannt.